# Joško Godec
Joško Godec, slovenski politik in podjetnik, * 21. marec 1950.
Bil je poslanec 5. državnega zbora Republike Slovenije (2008-11).

## Življenjepis

### Državni zbor
2008-2011
V času 5. državnega zbora Republike Slovenije, član Demokratične stranke upokojencev Slovenije, je bil član naslednjih delovnih teles:
- Mandatno-volilna komisija (podpredsednik)
- Odbor za zadeve Evropske unije (član)
- Odbor za obrambo (član)

Na državnozborskih volitvah leta 2011 je kandidiral na listi DeSUS.